# معاملة المثليين في السلفادور
قد يواجه الأشخاص من المثليين والمثليات ومزدوجي التوجه الجنسي والمتحولين جنسياً (اختصاراً: LGBT) وخاصة الرجال في السلفادور تحديات قانونية لا يواجهها غيرهم من المغايرين جنسيا. يعتبر النشاط الجنسي المثلي بين الرجال وبين النساء قانونيا، لكن المنازل التي يعيش فيها الشركاء المثليون غير مؤهلة للحصول على نفس الحماية القانونية المتاحة للأزواج المغايرين.
يواجه المثليون جنسياً في السلفادور معدلات عالية من العنف والقتل. تم الإبلاغ عن حوالي 500 جريمة كراهية ضد المثليين في الفترة ما بين 1998 و 2015. ورداً على ذلك، أقر المجلس التشريعي قانونًا ينص على عقوبات بالسجن لمثل هذه الجرائم التي تحض على الكراهية. لكن التمييز لا يزال واسع الانتشار. في عام 2018، وافقت الحكومة على سياسة جديدة، تسمح للأشخاص من مجتمع المثليين بتقديم شكاوى قانونية عند التمييز ضدهم.

## قانونية النشاط الجنسي المثلي
أصبح النشاط الجنسي المثلي قانونيًا منذ عام 1822. في عام 1826، سنت السلفادور أول قانون للعقوبات، والذي لم يشر إلى المثلية الجنسية. وعليه، فإن العلاقات الجنسية بين الأشخاص من نفس الجنس قانونية. يعتبر السن القانونية للنشاط الجنسي هو 18.

## الاعتراف القانوني بالعلاقات المثلية
زواج المثليين غير معترف به. منذ عام 2006 فشلت عدة محاولات واقتراحات تعديلات على الدستور بهدف تقييد الاعتراف بزواج المثليين، حتى عندما يكون هؤلاء الأزواج متزوجين بشكل قانوني خارج البلاد. يمكن للأفراد التبني، لكن الأزواج المثليين لا يستطيعون التبني كزوجين. قانون العنف الأسري أيضا لا ينطبق على الأزواج والشركاء المثليين.
في أغسطس/آب 2016، رفع محام في السلفادور دعوى أمام المحكمة العليا في البلاد مطالبة بإلغاء المادة 11 من قانون الأسرة التي تعرف الزواج باعتباره اتحادًا بين رجل وامرأة. وصفت الدعوة القانون بأنه تمييزي وشرح عدم وجود المصطلحات التي تحدد الجنس المستخدمة في المادة 34 من ملخص الدستور للزواج، سعت الدعوى للسماح للأزواج المثليين بالحق في الزواج. في 20 ديسمبر، رفضت المحكمة العليا السلفادورية الدعوى القضائية بسبب خطأ تقني قانوني فيها.
تم تقديم دعوى ثانية ضد حظر زواج المثليين في 11 نوفمبر 2016. في 17 يناير 2019، رفضت المحكمة العليا القضية لأسباب إجرائية.

## الحماية من التمييز

خريطة السلفادور مع علم فخر المثليين

التمييز ضد مجتمع المثليين في السلفادور واسع الانتشار. تُظهر استطلاعات الرأي مستويات عالية من التمييز الموجه ضد مجتمع المثليين، وهناك العديد من التقارير عن مضايقة مجتمه المثليين والعنف ضدهم بدوافع التحيز.
يأتي جزء كبير من الدعوة لصالح حقوق المثليين من ويليام هيرنانديزة وشريكه خواكان كاسيريس والأعضاء الآخرين في «جمعية بين الأصدقاء» (بالإسبانية: Asociación Entre Amigos)‏، الذين واجهوا المضايقات وحتى تهديدات بالقتل بسبب نشاطهم.
في نيسان/أبريل 2009، نشرت وزارة الصحة العامة والمساعدة الاجتماعية مبادئ توجيهية جديدة تحظر التمييز ضد الاشخاص من مجتمع المثليين المصابين بالإيدز في الخدمات الصحية.
في 4 مايو 2010، أصدر الرئيس موريسيو فونيس مرسومًا رئاسيًا يحظر التمييز على أساس التوجه الجنسي والهوية الجندرية في القطاع العام. وفي الوقت نفسه، أنشأ الرئيس فونيس قسمًا للتنوع الجنسي ضمن سكرتيرة الإدماج الاجتماعي، التي كانت ترأسها امرأة مثلية الجنس علنا.
على الرغم من تحقيق مكاسب في إزالة التمييز، إلا أن الناشطين يقولون إنه خارج نطاق الحكومة والمناطق الإدارية، لا يزال التمييز مستمرًا.
في عام 2015، أصدر البرلمان السلفادوري قانونًا يضيف التوجه الجنسي والهوية الجندرية إلى أحكام جرائم الكراهية في القانون الجنائي. ينص القانون على عقوبة تتراوح بين 3 إلى 6 سنوات بالنسبة لأولئك الذين يرتكبون جريمة على أساس عرق الضحية أو العرق أو الانتماء السياسي أو التوجه الجنسي أو الهوية الجندرية.
في أبريل 2018، وافقت الحكومة على "السياسة المؤسسية لرعاية السكان من مجتمع المثليين (بالإسبانية: Política Institucional para la Atención de la Población LGBT)‏. تسمح السياسة، التي صاغتها الحكومة بمساعدة نشطاء المثليين والمثليات ومزدوجي التوجه الجنسي والمتحولين جنسيا، وكذلك مسؤولي الشرطة والأمن العام الوطنيين، للافراد من المثليين والمثليات ومزدوجي التوجه الجنسي والمتحولين جنسيا بتقديم شكاوى قانونية ضد الأشخاص الذين يمارسون التمييز ضدهم. كما سيتم التحقيق الكامل في مزاعم ارتكاب جرائم وتعذيب ومعاملة قاسية ولاإنسانية ومهينة ضد الأفراد من مجتمع المثليين. وقد تم ذلك بهدف ضمان وحماية حقوق المثليين.

## الخدمة العسكرية
يُسمح للمثليين والمثليات ومزدوجي التوجه الجنسي والمتحولين جنسيا بالخدمة في القوات المسلحة في السلفادور.

## التبرع بالدم
يُسمح للرجال المثليين ومزدوجي التوجه الجنسي بالتبرع بالدم. تمنع سياسة التبرع بالدم أولئك الذين «يشاركون في سلوكيات محفوفة بالمخاطر» من التبرع (على سبيل المثال، الأشخاص الذين لديهم شركاء جنسيون عديدون).

## ظروف الحياة
على الرغم من إحراز بعض التطورات القانونية لحقوق المثليين، إلا أن المواقف العامة حول الأشخاص من مجتمع المثليين لا تزال سلبية في أغلب الأحيان، والتي تبلغ حتى عدم التسامح إلى درجة العنف.
أحد الأسباب الرئيسية لهذه المواقف العامة السلبية تجاه المثليين هي التعاليم التقليدية للأديان الرئيسية في البلاد؛ وهي الكنيسة الكاثوليكية والعديد من الطوائف البروتستانتية المحافظة والإنجيلية.
تعتقد هذه الطوائف الدينية أن المثلية الجنسية وشهوة الملابس المغايرة هي علامات على الفجور، وقد نظم العديد من قادتهم معارضة لتشريعات حقوق المثليين.
في يوليو 2017، سمحت العاصمة سان سلفادور بالطلاء الدائم للعديد من مفترقات الطرق بألوان قوس قزح لدعم حقوق المثليين.

### العنف ضد الأفراد من مجتمع المثليين
كانت هناك العديد من حالات العنف والقتل التي تستهدف المثليين والمتحولين جنسياً طوال تاريخ السلفادور. أفيد أنه خلال الحرب الأهلية السلفادورية، اختطفت قوات غير معروفة أكثر من عشرة من المشتغلين بالدعارة في أوائل الثمانينات. حشد هذا الحدث النشاط المبكر لـ ويليام هيرنانديز وشريكه خواكان كاسيريس، اللذين شكلا أول منظمة للمثليين تم تأسيسها رسميًا.
بعد الحرب الأهلية، استمر العنف ضد الأفراد من مجتمع المثليين. كانت هناك تقارير عن أعمال عنف استهدفت مجتمع المثليين خلال التسعينات، وتلقى ناشطو حقوق الإنسان والإيدز المثليين تهديدات منتظمة بالعنف. أظهر استطلاع أجري في الفترة من 2006 إلى 2009 استمرار تهديدات العنف ضد نشطاء المثليين، والعنف ضد أعضاء مجتمع المثليين، وعدم التحقيق من قبل الشرطة في مقتل الأشخاص من مجتمع المثليين نتيجة لعنف العصابات. في 9 سبتمبر 2015، أفيد أن المشرعين في السلفادور أقروا قانونًا يعزز العقوبات على جرائم الكراهية القائمة على أساس التوجه الجنسي والهوية الجندرية.

### الانتخابات
هوغو ساليناس، رئيس بلدية إنتيبوكا السابق (2009-2012)، هو الشخص الوحيد مثلي الجنس علنًا الذي شغل مناصب عامة في السلفادور.

### فيروس نقص المناعة البشرية/الإيدز
مهدت نهاية الحرب الأهلية وإرساء الديمقراطية الطريق أمام المنظمات غير الحكومية والمواطنين العاديين للقيام بحملات للتثقيف بشأن فيروس نقص المناعة البشرية/الإيدز. ومع ذلك، فمنذ التسعينيات، واجه الأشخاص العاملون في مثل هذه المجموعات، وعلى الأخص مشروع أوسكار روميرو للإيدز، مضايقات وتهديدات بالقتل.
منذ عام 2005، تم وضع سياسة وطنية بشأن فيروس نقص المناعة البشرية/الإيدز، وحصلت تدريجيا على دعم كبار السياسيين. في عام 2009، تضمنت خطة صحية وطنية لوقف انتشار فيروس نقص المناعة البشرية/الإيدز حظر التمييز القائم على التوجه الجنسي في الرعاية الصحية.

## الرأي العام
كشف استطلاع للرأي عام 2010 أن السلفادور كانت فيها أقل نسبة تأييد لتشريع زواج المثليين في أمريكا اللاتينية بنسبة 10%.
أظهر مقياس الأمريكتين لعام 2017 أن 19% من السلفادوريين يؤيدون زواج المثليين.

## ملخص
| قانونية النشاط الجنسي المثلي                                                                  | (منذ عام 1822)                                                                   |
| المساواة في السن القانوني للنشاط الجنسي                                                       | (منذ عام 1822)                                                                   |
| قوانين مكافحة التمييز في التوظيف                                                              | (منذ عام 2018)                                                                   |
| قوانين مكافحة التمييز في توفير السلع والخدمات                                                 | (منذ عام 2018)                                                                   |
| قوانين مكافحة التمييز في جميع المجالات الأخرى (تتضمن التمييز غير المباشر، خطاب الكراهية)      | (منذ عام 2018)                                                                   |
| قوانين مكافحة أشكال التمييز المعنية بالهوية الجندرية                                          | (منذ عام 2018)                                                                   |
| قوانين جرائم الكراهية تشمل التوجه الجنسي والهوية الجندرية                                     | (منذ عام 2015)                                                                   |
| زواج المثليين                                                                                 | No                                                                               |
| الاعتراف القانوني بالعلاقات المثلية                                                           | No                                                                               |
| السماح بالتبني للشخص العازب بغض النظر عن التوجه الجنسي                                        | Yes                                                                              |
| تبني أحد الشريكين للطفل البيولوجي للشريك الآخر                                                | No                                                                               |
| التبني المشترك للأزواج المثليين                                                               | No                                                                               |
| يسمح للمثليين والمثليات ومزدوجي التوجه الجنسي والمتحولين جنسيا بالخدمة علناً في القوات المسلحة | Yes                                                                              |
| الحق بتغيير الجنس القانوني                                                                    | No                                                                               |
| علاج التحويل محظور على القاصرين                                                               | No                                                                               |
| الحصول على أطفال أنابيب للمثليات                                                              | No                                                                               |
| الأمومة التلقائية للطفل بعد الولادة                                                           | No                                                                               |
| تأجير الأرحام التجاري للأزواج المثليين من الذكور                                              | (يتم وقوع تأجير الأرحام وليس محظورًا، لكن لا توجد حاليًا قوانين تنظم هذه الممارسة) |
| السماح للرجال الذين مارسوا الجنس الشرجي التبرع بالدم                                          | Yes                                                                              |